# Вогел, Пола
По́ла Во́гел (англ. Paula Vogel; род. 16 ноября 1951, Вашингтон, США) — американский драматург и педагог, профессор Йельского (2008—2012) и Брауновского (1984—2008) университетов. Лауреат Пулитцеровской премии за 1998 год в номинации «Лучшая драматическое произведение» за пьесу «Как я научилась водить» и литературной премии Американской академии искусств и литературы за 2004 год.

## Биография

### Личная жизнь
Родилась 16 ноября 1951 года в Вашингтоне в семье Дональда Стивена Вогеля, исполнительного директора по рекламе, и Филлис Риты, урождённой Бремерман, секретаря Центра обучения и развития почтовой службы США. Отец драматурга исповедовал иудаизм, мать была католичкой. С 1969 по 1970 и с 1971 по 1972 годы Вогел обучалась в колледже Брин Маур. В 1974 году получила степень бакалавра Католического университета Америки. В 1976 году — степень магистра Корнеллского университета.
Пола Вогел — открытая лесбиянка. 26 сентября 2004 года в Труро, в штате Массачусетс она сочеталась браком с феминисткой и сексологом Энн Фаусто-Стерлинг.

### Творческая деятельность
Писать пьесы начала с конца 1970-х годов. Известность к Вогел пришла после трагикомедии «Балтиморский вальс» (1992), за которую она получила премию Оби. Самой известной пьесой драматурга, удостоенной Пулитцеровской премии, является драма «Как я научилась водить» (1997), в которой рассматриваются последствия сексуального насилия над детьми и инцеста. Пьеса «Рождество времён Гражданской войны», премьера которой состоялась в ноябре 2012 года в Нью-Йорке, в 2013 году была представлена на премию Люсиль Лортелл в нескольких номинациях. Музыкальная пьеса «Неприличная», написанная ею в соавторстве с режиссёром Ребеккой Тайхман в 2015 году, в 2017 году была номинирована на премию Драма Дэск.
Хотя ни одна конкретная тема не доминирует в работах Вогел, в своих драматических произведениях она часто рассматривает традиционно спорные вопросы, такие как сексуальное насилие и проституция. Утверждая, что «пишет пьесу задом наперёд», переходя от эмоциональных обстоятельств и характера к созданию повествовательной структуры, Вогел призналась: «На самом деле мои произведения не основаны на проблемах… Я пишу только о вещах, которые непосредственно влияют на мою жизнь». Семья, особенно её покойный брат Карл Вогел, умерший от СПИДа, оказала сильное влияние на творчество драматурга. По словам самой Вогел: «В каждой пьесе есть пара мест, в которых я посылаю сообщение своему покойному брату Карлу. Просто немного чего-то в атмосфере каждой пьесы, чтобы попытаться искоренить гомофобию в нашем мире».
Как отметила писательница Джилл Долан: «Вогел имеет тенденцию отбирать деликатные, сложные и чреватые проблемы для театрализации и раскручивать их с помощью драматургии, которая одновременно является творческой, очень творческой, жестокой и честной». Её работы включают в себя театральные приёмы из разных традиций (кукольное искусство бунраку, всеведущее повествование, фантазию последовательности). Критик Дэвид Финкель считает, что эта широта в карьере Вогел отражает общую тенденцию к стилистическому переосмыслению от драмы к драме. С слов критика: «Вогел, драматург, которая отошла от идеи написания пьес, похожих по своему составу. Она хочет, чтобы каждая пьеса отличалась по текстуре от тех, что предшествовали ей».